# 聖克里斯托巴爾島

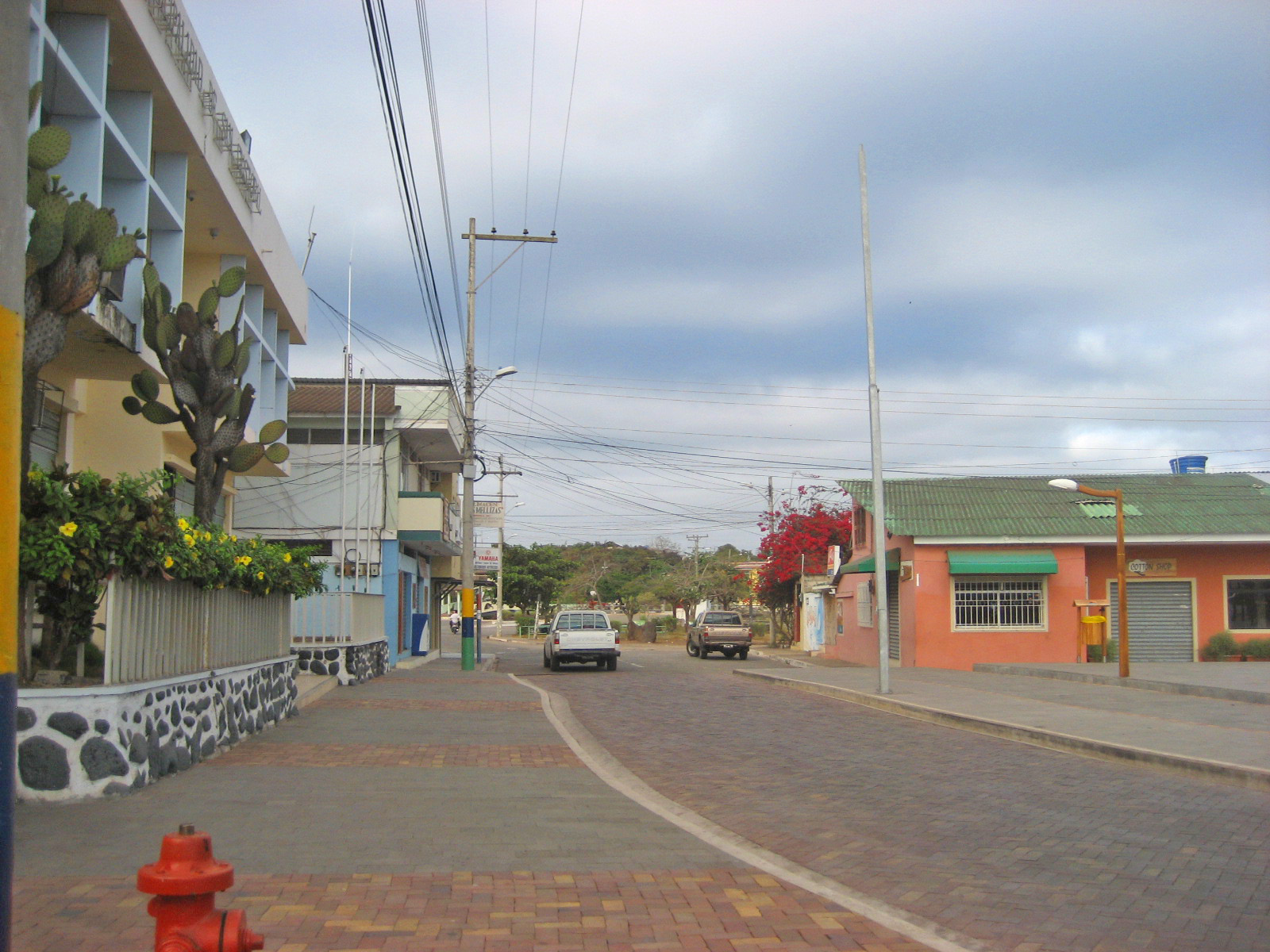
聖克里斯托巴爾島

聖克里斯托巴爾島（西班牙語：Isla de San Cristóbal）是太平洋東部的島嶼，位於厄瓜多爾加拉帕戈斯省，是科隆群島最東端的島嶼，也是加拉帕戈斯省省会巴克里索莫雷诺港的所在地。面積558平方公里，其中85%是國家公園區，其餘为有人居住的城市和農村地區。島上最高點海拔730米，人口5,600。
0°48′S 89°24′W / 0.800°S 89.400°W